# Killer Mike
Michael Santiago Render (Atlanta, Georgia, 20 de abril de 1975), más conocido como Killer Mike, es un rapero, compositor y activista estadounidense. Es el fundador del sello Grind Time Official Records, que lanzó a través de SMC Recordings y Fontana Distribution.
En diciembre de 2008, Mike confirma su fichaje por el sello de su amigo y rapero TI, Grand Hustle Records. En 2012, lanzó RAP Music, producido por El-P . En 2013, ambos lanzaron un dúo, Run the Jewels , y firmaron con Fool's Gold Records, lanzando su álbum debut homónimo en junio de ese año. Killer Mike también protagoniza las películas 20 Funerals , Idlewild y ATL.

## Biografía
Mike nació el 20 de abril de 1975 en Adamsville, Georgia. A mediados de los noventa, Killer Mike asistió brevemente en el Morehouse College, donde conoció a los productores The Beat Bullies y Big Boi de OutKast. Su debut musical fue en la canción "Snappin' and Trappin" del álbum Stankonia del grupo OutKast, a la que siguió el sencillo "The Whole World", que ganó un premio Grammy a "Mejor interpretación de rap de un grupo o dúo" en 2003. También contribuyó con algunas canciones como Poppin' Tags del álbum de Jay-Z The Blueprint 2.
Killer Mike lanza su álbum debut, Monster, el 11 de marzo de 2003. El sencillo principal del álbum se titula "Akshon (Yeah!)", que contó con la colaboración de OutKast. Un remix de la canción Akshon (Yeah!) aparece en el videojuego Madden NFL 2004. Su segundo sencillo, "ADIDAS", con Big Boi y Sleepy Brown, alcanzó el número 60 en el Billboard Hot 100. El álbum alcanzó el número 10 en el Billboard 200. Es el álbum más alto de Killer Mike en 2015.  Tras el lanzamiento de su álbum debut, Mike apareció en Flip Flop Rock y Bust del álbum Speakerboxxx/The Love Below. También apareció en Southern Takeover con Pastor Troy en el álbum de Chamillionaire The Sound of Revenge. ¡Killer Mike aparece junto a T.I. en la canción Never Scared de Bone Crusher en su álbum AttenCHUN! La canción también aparece en el videojuego Madden NFL 2004 y fue utilizada por los Atlanta Braves durante su temporada 2003.
El que sería el segundo álbum de Mike, Ghetto Extraordinary, se pospuso varias veces tras una disputa entre Big Boi y Sony Records. Originalmente programado para su lanzamiento en 2005, el álbum fue finalmente autoeditado como mixtape en 2008. Más tarde, el segundo álbum oficial de Killer Mike, I Pledge Allegiance to the Grind, se publicó en 2006 en su sello Grind Time Official; al álbum le siguió el 27 de noviembre de 2007 una secuela, I Pledge Allegiance to the Grind II, que alcanzó el número 17 en la lista de álbumes RnB. En junio de 2007, Killer Mike anunció que había abandonado Purple Ribbon. Más tarde, T.I. anunció que estaba en conversaciones con Killer Mike para unirse al sello Grand Hustle; Killer Mike confirmó su fichaje por el sello en diciembre de 2008.
Mike publicó su cuarto álbum oficial, PL3DGE, en Grand Hustle el 16 de mayo de 2011. A continuación, Mike publicó el álbum R.A.P. Music, producido por el rapero El-P, el 15 de mayo de 2012 en Williams Street Records. Fue bien recibido por la prensa especializada, cosechando críticas positivas de la talla de Pitchfork y AllMusic. En 2013, Killer Mike anunció que estaba trabajando en dos nuevos álbumes, I Pledge Allegiance to the Grind IV y R.A.P. Music II. En 2014, Mike lanzó Run the Jewels 2 el 28 de octubre de 2014.
El 17 de julio de 2017, la ciudad de Atlanta decidió hacer del 17 de julio un día especial para Killer Mike, convirtiéndolo así en el «Día de Killer Mike».
El 5 de febrero de 2024, ganó 3 premios Grammy en las categorías de Mejor Canción de Rap y Mejor Interpretación de Rap por su tema «Scientists & Engineers», y Mejor Álbum por «Michael». Esa misma noche fue detenido por la policía por un altercado físico que tuvo lugar cerca del Crypto.com Arena, donde se celebraba la ceremonia.

## Discografía

### Álbumes
- 2003:	Monster

Lanzamiento: 11 de marzo de 2003
Label: Columbia Records
- 2006	I Pledge Allegiance to the Grind

Lanzamiento: 21 de noviembre de 2006
Label: Grind Time Official
- 2008	Ghetto Extraordinary

Lanzamiento: March 2008
Label: SMC Recordings 
- 2008	I Pledge Allegiance to the Grind II

Lanzamiento: 8 de julio de 2008
Label: Grind Time Official, SMC Recordings
- 2009	Underground Atlanta

Lanzamiento: 31 de agosto de 2009
Label: Grind Time Official, SMC Recordings
- 2011	PL3DGE

Lanzamiento: 17 de mayo de 2011[4]
Label: Grind Time Official, SMC Recordings, Grand Hustle Records

### Sencillos
- 2001: "The Whole World" (OutKast feat. Killer Mike)
- 2003: "Akshon (Yeah!)" (feat. OutKast)
- 2003: "A.D.I.D.A.S." (feat. Big Boi & Sleepy Brown)
- 2003: "A.D.I.D.A.S. (Cool & Dre Remix)" (feat. Jermaine Dupri & Amil)
- 2005: "My Chrome" (feat. Big Boi)

### Apariciones
- Purple Ribbon All-Stars - "Kryptonite (I'm On It)" (feat. Big Boi, C-Bone, Killer Mike & Rock D)
- Purple Ribbon All-Stars - "Body Rock" (feat. Lil' Co, Killer Mike & Donkey Boy)
- Purple Ribbon All-Stars - "My Chrome" (feat. Big Boi & Killer Mike)
- Purple Ribbon All-Stars - "Claremont Lounge" (feat. Bubba Sparxxx, Killer Mike & Cool Breeze)
- Purple Ribbon All-Stars - "Ain't No Love" (Killer Mike freestyle)
- Jay-Z - "Poppin' Tags" (feat. Big Boi, Killer Mike & Twista)
- Chamillionaire - "Southern Takeover" (feat. Pastor Troy & Killer Mike)
- Talib Kweli - "Tryin' to Breathe" (feat. Midi Mafi & Killer Mike)
- Guns N' Roses - Chinese Democracy
- Logic - "Confess" (feat. Killer Mike)